# طناش ونزلة الزمر
طناش ونزلة الزمر أو قرية طناش، هي إحدى قرى مركز أوسيم، يحدها من الجنوب قرية جزيرة محمد، ومن الشمال قرية سقيل، ومن الشرق نهر النيل، ومن الغرب قرية الكوم الأحمر.

## التاريخ
جاء في كتاب القاموس الجغرافي للبلاد المصرية:
.